# Serrazes
Serrazes is een plaats (freguesia) in de Portugese gemeente São Pedro do Sul en telt 1104 inwoners (2001).